# Antonio Dovale
Antonio Rodríguez Dovale dit « Toni » est un footballeur espagnol né le 4 avril 1990 à La Corogne. Il évolue au poste de milieu offensif avec le Royal Thai Navy.

## Biographie
La 11 mars 2014, il signe avec la MLS et le Sporting Kansas City.
Le 10 juillet 2015, il rejoint Leganés.
Ayant suivi des études en pharmacie au cours en parallèle de sa carrière de footballeur professionnel, Antonio Dovale, alors en Thaïlande, rentre en Espagne lors de l'épidémie de coronavirus 2020 afin d'aider ses parents pharmaciens.

## Palmarès
vierge